# 管大同
管大同（1913年—1981年），男，山东潍县(今寒亭区)杨家营子村人，中国马克思主义经济学家，曾任国家工商行政管理局副局长。

## 生平
1927年考入济南中学，担任济南市学生联合会主席。九一八事变后参加了全国学生赴南京示威请愿团。1933年因组织学生罢课，反对国民政府的会考，被校方开除后转北平上学。1935年考入中国大学经济系。1935年一二·九运动中任中国大学学生会代表、中国左翼社会科学家联盟北平分盟中国大学小组负责人、北平学联常委。1936年10月入党。
抗战爆发后和平津学生到济南，任平津流亡同学会负责人、寿张县抗日民主政府县长、山东第六游击区31支队司令员，八路军平原纵队副司令员党总支书记，鲁西南区专员，豫东区地委书记兼专员、八路军泰西第六支队副司令员等职。
解放战争期间，任北平军事调处执行部黄河小组中共代表、中国解放区救济总会代表、中国解放区救济总会驻天津代表、华北财办出入口管理委员会主任。
1949年任济南市工商行政管理局局长、市人民政府秘书长。1950年调北京任政务院财政经济委员会党组成员，中央外资企业局外资处处长、中央私营企业局秘书处长、中央工商行政管理局（后国家工商行政管理局）副局长、常务副局长、党组副书记、中央国家机关党委委员、国务院财贸办公室委员。1958年兼任中国人民大学教授。1978年，国家工商行政管理总局成立后，任副局长、党组书记。